# 托坎廷斯 (米納斯吉拉斯州)

托坎廷斯（葡萄牙語：Tocantins），是巴西的城鎮，位於該國東南部，由米納斯吉拉斯州負責管轄，始建於1948年12月27日，面積174平方公里，海拔高度364米，2010年人口15,839，人口密度每平方公里91.03人。
21°10′30″S 43°01′04″W / 21.17500°S 43.01778°W